# عقد 1650 ق م
عقد 1650 ق م هو عقد امتد بين 31 ديسمبر 1659 ق م و1 يناير 1650 ق م بحسب التقويم اليولياني البروليبتي (التقويم الميلادي). سبقه عقد 1660 ق م ولحقه عقد 1640 ق م.